# Pic de Fonguero
El Pic de Fonguero és una muntanya de 2.885 metres que es troba al municipi d'Espot, a la comarca del Pallars Sobirà.
Al cim s'hi pot trobar un vèrtex geodèsic (referència 262070001).